# NGC 1800
NGC 1800 је галаксија у сазвежђу Голуб која се налази на NGC листи објеката дубоког неба.
Деклинација објекта је - 31° 57' 16" а ректасцензија 5h 6m 25,4s. Привидна величина (магнитуда) објекта NGC 1800 износи 12,5 а фотографска магнитуда 13,1. Налази се на удаљености од 7,4000 милиона парсека од Сунца. NGC 1800 је још познат и под ознакама ESO 422-30, MCG -5-13-4, AM 0504-320, IRAS 05045-3201, PGC 16745.